# Struthanthus salicifolius
Struthanthus salicifolius är en tvåhjärtbladig växtart som först beskrevs av Cham. & Schltdl., och fick sitt nu gällande namn av Carl Friedrich Philipp von Martius. Struthanthus salicifolius ingår i släktet Struthanthus och familjen Loranthaceae. Inga underarter finns listade i Catalogue of Life.